# Bolivar Peninsula
Bolivar Peninsula – jednostka osadnicza w Stanach Zjednoczonych, w stanie Teksas, w hrabstwie Galveston, nad Oceanem Atlantyckim.